# Море Моусона
Мо́ре Мо́усона (англ. Mawson Sea) — окраїнне море Південного океану, біля берегів Східної Антарктиди, між мисами Візе (95°45' східної довготи) і Пойнсет (113°12' східної довготи). Довжина берегової лінії понад 800 км. Площа 333 тис. км²; розташовано переважно в межах континентального шельфу, максимальні глибини дещо більше 1 000 м. Велику частину року вкрите дрейфуючими крижинами; багато столових айсбергів, що породжує розташований тут шельфовий льодовик Шеклтона. Великий внесок у вивчення моря внесла радянська антарктична експедиція 1962 року; цю ділянку Південного океану радянські вчені виділили в окреме море і назвали на честь антарктичного дослідника австралійця Д. Моусона.
На узбережжі в 1956—1958 роках в оазі Бангера працювала радянська наукова станція «Оазис», зараз працює австралійська станція «Кейсі».

## Клімат
Прилегла до узбережжя Антарктиди акваторія моря лежить в антарктичному кліматичному поясі, відкриті північні частини моря — в субантарктичному. Над південною акваторією моря цілий рік переважає полярна повітряна маса. Сильні катабатичні вітри. Льодовий покрив цілорічний. Низькі температури повітря цілий рік. Атмосферних опадів випадає недостатньо. Літо холодне, зима порівняно м'яка. Над північною відкритою частиною моря взимку дмуть вітри з континенту, що висушують і заморожують усе навкруги; влітку морські прохолодні західні вітри розганяють морську кригу, погіршують погоду.

## Біологія
Акваторія моря відноситься до морського екорегіону Східна Антарктика — Земля Вілкса південноокеанічної зоогеографічної провінції. У зоогеографічному відношенні донна фауна континентального шельфу й острівних мілин до глибини 200 м відноситься до антарктичної циркумполярної області антарктичної зони.